# Cacostatia discalis
Cacostatia discalis là một loài bướm đêm thuộc phân họ Arctiinae, họ Erebidae.